# 灵川镇 (莆田市)
灵川镇是中国福建省莆田市城厢区下辖的一个镇，南望泉州市泉港区南埔镇。

## 行政区划
灵川镇下辖以下地区：
何寨社区社区、云庄村、径里村、山门村、东进村、西墩村、书峰村、张边村、柯朱村、桂山村、硋灶村、青山村、下尾村、太湖村和榜头村。